# Michael Cavanaugh
Michael Cavanaugh (New York, 21 november 1942) is een Amerikaans acteur.

## Biografie
Cavanaugh is de oudste van een gezin met negen kinderen. Na de high school nam hij dienst bij de United States Navy en werd gestationeerd op Hawaï voor een periode van drie jaar. Toen hij de Navy verliet kreeg hij interesse in acteren en begon met acteren in het theater in een productie van Winnie the Pooh. Hierna heeft hij in nog meer producties gespeeld als One Flew Over the Cuckoo's Nest, The Merchant of Venice en Are You Now or You Ever Been?. Cavanaugh heeft ook in musicals gespeeld als Oh Calcutta, Carousel en 110 in the shade. 
Cavanaugh begon in 1976 met acteren voor televisie in de televisieserie The Streets of San Francisco. Hierna heeft hij nog in meer dan 150 televisieseries en films gespeeld zoals Diff'rent Strokes (1980), Santa Barbara (1985-1986), Starman (1986-1987), Dark Shadows (1991), C-16: FBI (1997-1998), The Haunting (1999), Ablaze (2001), 24 (2004), Monk (2005-2007), Live! (2007) en The Young and the Restless (2003-2011).

## Filmografie[1]

### Films
Selectie:
- 2016 Rules Don't Apply - als Methodisme dominee
- 2007 Live! – als Wilken
- 2002 Red Dragon – als forensische onderzoeker
- 2001 Ablaze – als Sam Davis
- 1999 The Haunting – als dr. Malcolm Keogh
- 1982 Comeback – als  Manager
- 1977 The Gauntlet – als Feyderspiel

### Televisieseries
Selectie:
- 2010 - 2011 The Young and the Restless – als rechter Phelps – 16 afl.
- 2005 – 2007 Monk – als Bobby Davenport – 2 afl.
- 2004 24 – als Joseph O’Laughlin – 4 afl.
- 2003 - 2004 The Young and the Restless - als Franklin J. Becker - 6 afl.
- 1997 – 1998 C-16: FBI – als Dennis Grassi – 5 afl.
- 1995 Vanishing Son – als Marcek – 5 afl.
- 1991 Dark Shadows – als sheriff George Patterson / Andre du Pres – 11 afl.
- 1987 Our House – als Mac Hoover – 2 afl.
- 1986 – 1987 Starman – als George Fox – 22 afl.
- 1985 – 1986 Santa Barbara – als D.A. Patterson – 3 afl.
- 1985 A Death in California – als Gene Brooks – 2 afl.
- 1980 Diff'rent Strokes – als Woody – 2 afl.

### Computerspellen
- 1996 Wing Commander IV: The Price of Freedom - als Telamon dokter (stem)

- Biblioteca Nacional de España: XX4584399
- International Standard Name Identifier: 0000 0003 9900 0627
- Library of Congress Control Number: no2004057571
- Virtual International Authority File: 12018527
- WorldCat: E39PBJqFQyHTMdCkcT67WvVV4q